# Samut Sakhon
Samut Sakhon (in thailandese สมุทรสาคร) è una città maggiore (thesaban nakhon) della Thailandia di 65 409 abitanti (2020). Il territorio comunale occupa una parte del distretto di Mueang Samut Sakhon, che è capoluogo della Provincia di Samut Sakhon, nel gruppo regionale della Thailandia Centrale. La città si trova in prossimità della periferia sud-ovest della capitale Bangkok ed è, insieme all'intera provincia, parte del grande agglomerato urbano della regione metropolitana di Bangkok.

## Geografia fisica

### Territorio
Situata 28 km a sud-ovest della capitale Bangkok, la città si trova alla confluenza tra lo sbocco del fiume Tha Chin nel Golfo di Thailandia e il canale Mahachai, che collega il Tha Chin con il fiume Chao Phraya. Samut Sakhon si trova in una zona pianeggiante a 5 chilometri dal mare. La superficie del territorio comunale è di 10,33 chilometri quadrati e copre l'area dei sottodistretti (tambon) di Mahachai, Krok Krak e Tha Chalom.

### Clima
Il clima cittadino è di tipo tropicale, particolarmente piovoso e umido. La stagione delle piogge ha inizio a metà maggio e dura fino a ottobre ed è caratterizzata dal monsone di sud-ovest, che porta umidità dall'Oceano Indiano. Il mese più piovoso è settembre, con brezze marine e venti endemici che soffiano di giorno e di notte. La stagione fresca inizia a novembre e termina a metà febbraio. Ha quindi inizio la stagione secca che è particolarmente calda in aprile, con temperature medie di 35,1 gradi, e dura fino a metà maggio.

## Storia
Era conosciuta in passato come Tha Chin, letteralmente porto cinese, probabilmente per essere stata un porto mercantile affollato da un grande numero di giunche cinesi. Fu istituita nel 1548 con il nome Sakhon Buri e fu un centro di raduno per le reclute provenienti da località marittime del Regno di Ayutthaya. Prese quindi il nome Mahachai quando nel 1704 fu scavato l'omonimo canale che distribuiva le acque del fiume Tha Chin alla città. Il nome Samut Sakhon le fu dato dal re Mongkut, che regnò in Siam nella seconda metà dell'Ottocento, ma i suoi abitanti continuano a chiamarla Mahachai.

## Economia

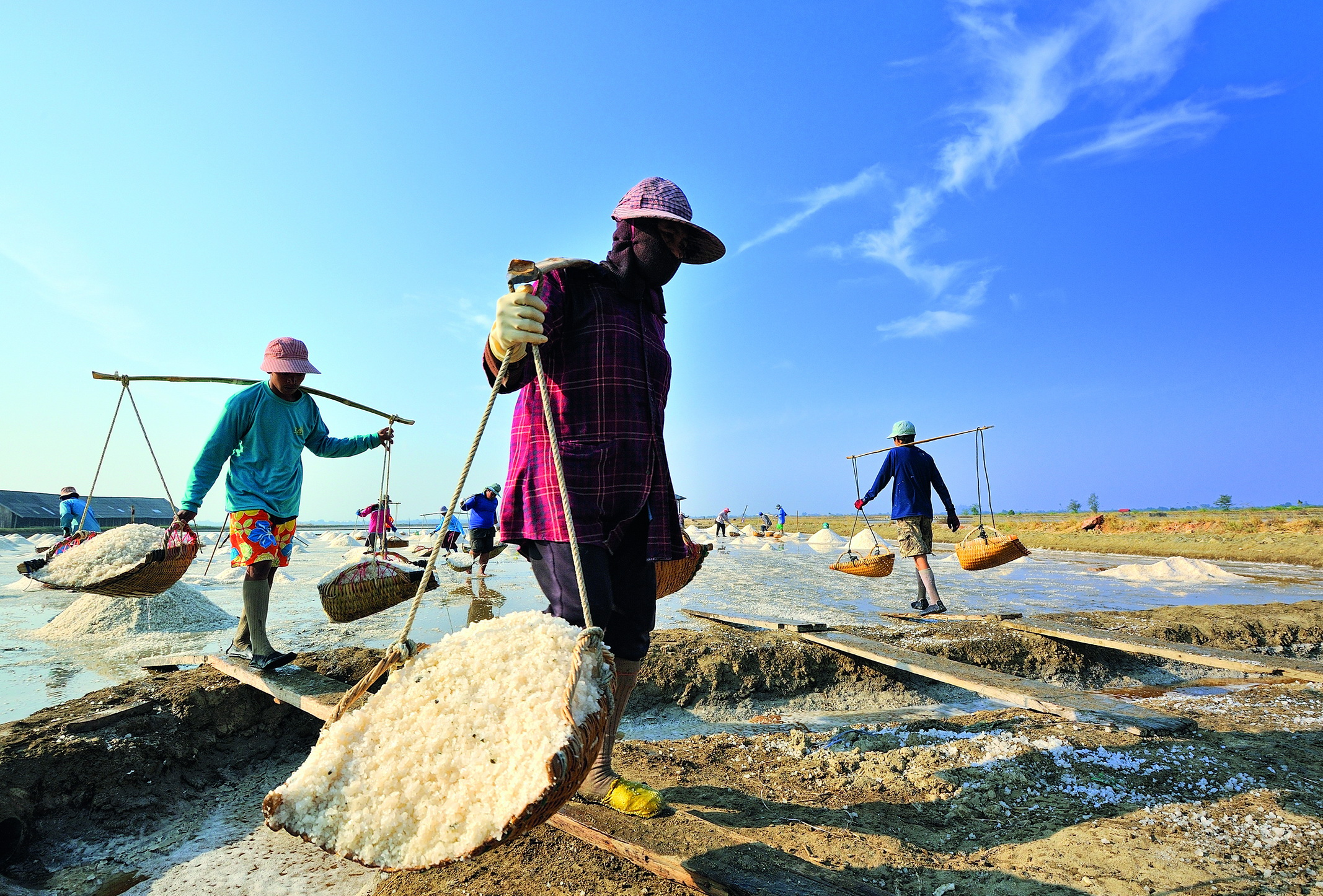
Produzione del fior di sale vicino alla costa di Samut Sakhon

Tra le principali attività su cui si basa per tradizione l'economia cittadina e provinciale vi sono la pesca e la produzione del sale marino. Dalla metà del XX secolo, ha avuto grande sviluppo nella zona costiera di Samut Sakhon l'allevamento di gamberi.
Negli anni novanta, il crescente inquinamento a Bangkok impose lo spostamento di molte attività produttive nelle province limitrofe. In particolare, nella zona di Samut Sakhon il numero di industrie passò dalle 153 di fine 1994 alle 3 060 di fine 1999, con una crescita demografica del 3,7% tra il 1990 ed il 2000.

## Infrastrutture e trasporti
Samut Sakhon è collegata alla stazione meridionale degli autobus Sai Tai Mai di Bangkok. Può anche essere raggiunta con i treni della linea Maeklong, che partono dalla stazione di Wongwian Yai a Bangkok. La linea si interrompe proprio a Samut Sakhon per l'attraversamento del Tha Chin. I passeggeri scendono dai convogli per salire su un traghetto tra le stazioni di Mahachai e di Ban Laem, dove salgono sul treno che parte dalla sponda opposta.